# Amtsgericht Kranichfeld
Das Amtsgericht Kranichfeld war ein deutsches Amtsgericht mit Sitz in Kranichfeld.

## Geschichte
Nach der Märzrevolution wurden im Herzogtum Sachsen-Meiningen die Patrimonialgerichte abgeschafft und die Gerichte zum 1. Dezember 1850 als Kreisgerichte zusammengefasst. Bei den Kreisgerichten wurden Gerichtsdeputationen an den bisherigen Gerichtsstandorten eingerichtet. In Kranichfeld entstand so die Gerichtsdeputation Kranichfeld des Kreisgericht Saalfeld.
Nach der Einführung der Reichsjustizgesetze 1879 entstand die Gerichtsstruktur, die bis zum Ende des Staates Bestand haben sollte. In Sachsen-Meiningen wurde dies mit dem Gesetz vom 16. Dezember 1878, betreffend Ausführungsbestimmungen zum deutschen Gerichtsverfassungsgesetz und der Verordnung vom 28. April 1879, betreffend die Sitze und Bezirke der künftigen Amtsgerichte umgesetzt. In Kranichfeld entstand das Amtsgericht Kranichfeld. Zuständiges Landgericht war das gemeinsame Landgericht Rudolstadt.
Mit Verordnung vom 4. April 1896 wurde das Amtsgericht Kranichfeld aufgehoben und dessen Bezirk dem Amtsgericht Saalfeld/Saale zugewiesen.